# Тасоев, Вадим Заурбекович
Вади́м Заурбе́кович Тасо́ев (осет. Тасойты Зауырбеджы фырт Вадим; род. 13 января 1975, Орджоникидзе) — российский и украинский борец вольного стиля, многократный призёр чемпионатов мира и Европы по вольной борьбе, участник летних Олимпийских Игр в Сиднее (2000) и Афинах (2004). Мастер спорта международного класса по вольной борьбе.

## Биография
Родился 13 января 1975 года в городе Орджоникидзе Северо-Осетинской ССР.
В 1986 году начал заниматься борьбой в Осетии. В 1994 году стал чемпионом Европы среди молодежи в Куортане. В 1995 году становится чемпионом мира среди молодежи в Тегеране и третьим на чемпионате России. В 1996 году становится вторым на Кубке мира в Тегеране, также вторым на чемпионате России и победителем международного турнира «Grand Prix of Germany» в Лейпциге. В 1998 году перебирается на Украину и тренируется в спортивном клубе «СКА» Киев под руководством Руслана Савлохова. На чемпионате Европы в Минске становится вторым (1999), а на чемпионате Европы в Будапеште третьим (2000). Участвовал на летних Олимпийских играх в Сиднее и занял 11 место (2000). В 2001 и 2002 годах на чемпионатах мира становится бронзовым призёром. В 2003 году бронзовый призёр чемпионата Европы в Риге. На чемпионатах Европы 2004 и 2005 гг. становится серебряным призёром. Неудачно выступил на летних Олимпийских играх в Афинах (2004). В 2007 году становится Бронзовым призёром чемпионата мира в Баку.
Проживая на Украине в Одессе, тренировался у Игната Грека.

## Спортивные достижения
- Чемпион мира среди молодежи в Тегеране (1995)
- Чемпион Европы среди молодежи в Куортане (1994)
- Победитель международного турнира «Grand Prix of Germany» в Лейпциге (1996)